# Svijet je lopta šarena
Svijet je lopta šarena je sedmi album grupe Crvena jabuka. Album je objavljen 1998. godine za Croatia Records.

## Popis pjesama
1. Svijet je lopta šarena
2. Vjetar
3. Mozart
4. Na mom licu tople ruke
5. Sestra srca moga
6. Jukebox
7. Zauvijek
8. Stižu me sjećanja
9. Imaš me u šaci
10. Da mi je do nje
11. Umoran
12. Reci mi
13. Tebi je do mene stalo